# Ан-Наср (Ель-Фарванія)
«Ан-Наср» (араб. نادي النصر الرياضي) — кувейтський футбольний клуб з міста Ель-Фарванія, заснований у 1965 році.

## Досягнення
- Кубок Федерації футболу Кувейту:
  - Володар: 2022
  - Фіналіст: 2011[1]